# Dubravka Turic
Dubravka Turic (nacida en Zagreb, en 1973) es una directora, guionista y montajista croata.

## Biografía
Turic se licenció en montaje de cine y televisión en la Academia de Arte Dramático de Zagreb. Belladona, su primer cortometraje como guionista, directora y montadora, ganó el Premio Orizzonti al mejor cortometraje en el Festival de Venecia de 2015. La película también estuvo en la selección oficial de Sundance, Rotterdam y muchos otros festivales de cine. Cerezas (2017), su segundo cortometraje, se estrenó dentro de la Quincena de Realizadores en el Festival de Cannes de 2017. Turic también ha trabajado como guionista de series documentales para la televisión croata.
En 2022 estrenó su segunda película Rastros, la cual fue seleccionada como la candidata croata a la mejor película internacional en los Premios Óscar 2024.

## Filmografía
- Deep Cuts (2018)
- Rastros (2022)